# فرودگاه صحرایی توماس سی. راسل
فرودگاه صحرایی توماس سی. راسل (به انگلیسی: Thomas C. Russell Field) یک فرودگاه همگانی بهره‌برداری هوایی با کد یاتا ALX است که یک باند فرود آسفالت دارد. این فرودگاه در شهر آلکساندر سیتی کشور ایالات متحده آمریکا قرار دارد .